# 姜谅
姜谅（1439年—？），浙江嘉興府嘉興縣人，明朝政治人物、進士出身。

## 生平
浙江鄉試第十六名，天順八年，登進士。成化十五年(1479年)接替张璝任漳州府知府一职，成化二十一年(1485年)由刘瀚接任。